# Wakon yōsai
Wakon yōsai (和魂洋才, littéralement « esprit japonais, technique occidentale ») est une expression japonaise apparue lors de l'ère Meiji. Influencée par les Kokugaku, elle postule une modernisation du pays en se limitant à l'usage de techniques et d'avancées scientifiques venant de l'occident, tout en restant un cadre social traditionnel, reposant sur le néoconfucianisme,.